# Шептаківська сотня

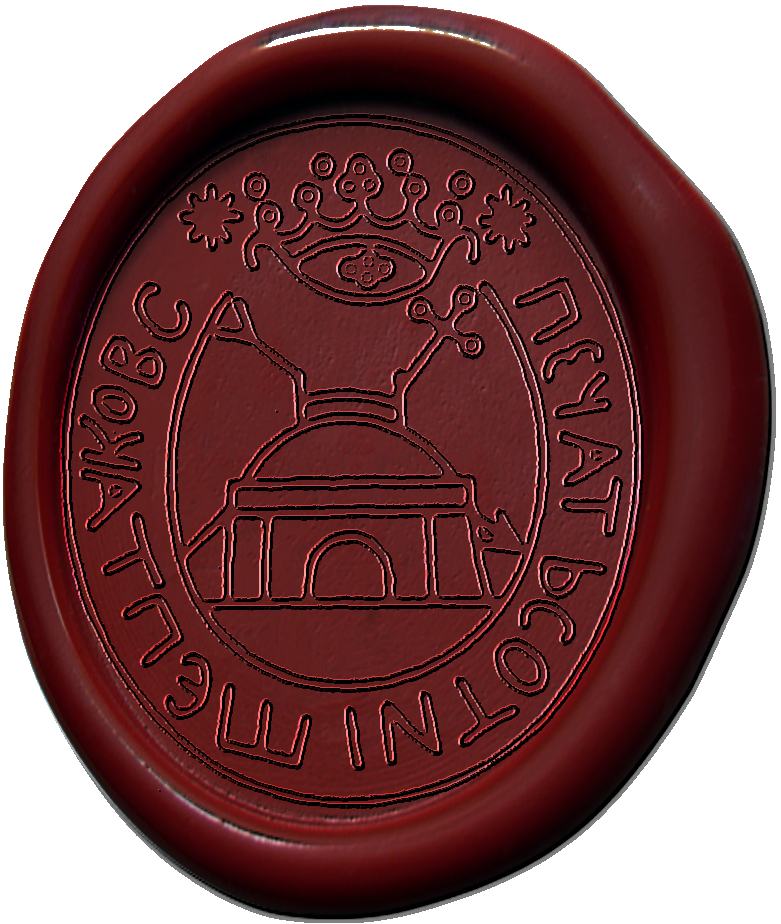
Печатка Шептаківської сотні. Реконструкція.

Шептаківська сотня — територіально-адміністративна і військова одиниця різних полків Гетьманщини в 1654—1782 pp.
Сотенний центр: - Шептаки, нині — однойменне село Новгород-Сіверського району Чернігівської області.

## Історія
Вперше згадується як адміністративний та військовий підрозділ Ніжинського полку на початку 1654 року. Ймовірно, сформувалася між 1651—1653 pp. у складі Новгородського полку (1653—1654 pp.) як друга Новгородська сотня. У 1663 р., при створенні Іваном Брюховецьким Стародубського полку, була введена до його адміністративної території, в якій і перебувала до ліквідації у 1782 р. Населені пункти Шептаківської сотні увійшли до Новгород-Сіверського намісництва.

## Сотники
- Куриленко Тиміш (?-1653-1660.02-?)
- Ісаєнко Василь (1660-?)
- Бунак Юрій (Буначенко) (?-1672.04.-?)
- Ісаєнко Василь (?-1677) — убито під Чигирином
- NNN (? - 1678)
- Куриленко Тиміш (?-1678-1680-?)
- Куриленко Ларко Тимішович (?-1682-1687-?)
- Бунак Юрій (1686.22.07., наказовий)[2]
- Тиміш Андрійович (?-1688-?)
- Маньківський-Владика Карпо Іванович (?-1692-?)
- Шейна Василь (? - 1696)[3]
- Маньківський-Владика Карпо Іванович (?-1701)
- Шейменко Василь Тимішович (?-1709.10-1720)
- Шейменко Нестор Васильович (?-1723 -?)
- Шейна Іван Васильович (1725—1727, наказовий[4])
- Немирович-Данченко Гнат Микитович (1727-1728, наказовий)
- Маньківський-Владика Іван Карпович (1728- 1758)
- Нестеренко Михайло (1737, за сотника)
- Грамаковський Максим (1740.30.08, наказовий)[5]
- Маньківський-Владика Петро Іванович (06.05.1758[6]-1778)
- Худорба Архип Михайлович (1779.3.02.-1782)

## Сотенні отамани
- Ганиченко Андрій (?-1676.02.- ?)
- Бунак Юрко (?- 1682.06.- ?)
- Андрій (?-1688.04.- ?)
- Дорофійович Павло (?-1710-?)
- Михайлович Опанас (?-1715-?)
- Пилипенко Данило (?-1718-?)[7]
- Домонтовський Семен (?-1725-?)
- Ляшко Петро Павлович (?-1727-?)
- Кононенко Григорій (?-1727[8]-1730- ?)
- Кльова Ярема (?-1730[9]-?)
- Тимошенко Василь Григорович (?-1733-1750[10]-?)
- Семен (?-1755-?)
- Горюн (Гарюн) Отрох (?-1757[11]-?)
- Плакса Михайло Іванович (?-1767-?)
- Трофимович Яків Михайлович (1770.21.06-1782)

## Сотенні писарі
- Найденов Іван (?-1654.02.- ?)
- Васильович Іван (?-1713-?)
- Мовчан Євстафій Михайлович (?-1718-?) [7]
- Омелянович Федір (?-1722-?)
- Забузький Іван (?-1725-?)[12]
- Фіалковський Павло Федорович (?-1727-?)
- Гашевський (Гошовський) ? Іванович[13],
- Панковський Тимофій Андрійович (Панківський Тиміш) (?-1730-1736-?)
- Ятвенський Григорій Григорович, Мовчан (?-1755-1760-?)
- Мовчан Андрій Євстафійович (1762-1765-?)[14]
- Гашевський (Гошовський) Василь (?- 1773-1781-?)[15]

## Сотенні осавули
- Богданович Ничипор (?-1654.02.-?)
- Несоненко Григорій (?- 1676.02.-?)
- Забузький Іван (?-1723.10-1725-?)[4]
- Кононенко Григорій (?- 1733-?)
- Кулінич Михайло Несторович (?- 1742-1748-?)[16][17][18][19]
- Овдієнко-Ісаєвич Яким (?-1755-1760-?)
- Овдієнко-Ісаєвич Василь Якимович (?-1763-1767-?)
- Овдієнко-Ісаєвич Іван Якимович (?- 1779-1781-?)[15]
- Хандожка Галактіон (1781-?)
- Овдієнко Гаврило (?-1781-?)

## Сотенні хорунжі
- Андрійович Яків (?-1654-?)
- Мішанський Гришко (?-1676-?)
- Григорієв Василь (1725)[4]
- Коптєв Іван (1737, за хорунжого)
- Якович (Яковченко) Йосип (1740- 1748-?)[20][16][17][21][19]
- Бунак Василь Данилович (?-1755-1765-?)
- Хандожка Федір Кузьмович (?-1763-?)
- Хандожка Галактіон (1771-1780)
- Бунак Григорій Васильович (?)[22]
- Бунак Никифор Гнатович (?)[22]

## Сотенні возні
- Жадкевич Михайло Дмитрович (? - 1767)[23]
- Молявка Іван (?- 1779-1781-?)[15]

## Курінні отамани
- Левон Мовчан, отаман печенюзький (? - 1718)[24]
- Яків Новіцький, отаман каліївський (? - 1718)[25]
- Семен Шарпан, отаман кістерський (? - 1718)[26]
- Яків Осипов, отаман бучковський (? - 1718)[27]

## Адміністративний поділ
Шептаківська сотня складалася з наступних куренів:
Шептаківський (село Шептаки);
Форостовицький (село Форостовичі, село Печенюги);
Бучковський (село Бучки);
Кістерський (село Кістер (Погарський район);
Биринський (село Бирине).

## Населені пункти
Архипівка, Багринівка (сучасне Бугринівка), Бирин, Буда (сучасне Буда-Вороб'ївська), Будище, Бучки, Вороб'ївка, Гудівка, Каліївка, Кам'янська Слобода, Камінь, Кістобобрів, Кістер, Ларинівка, Лизунівка, Мамекине, Машеве, Новий Жадов (сучасне Жадове), Печенюги, Погорільці, Попівка, Прокопівка, Пушкарі, Радомка, Скубичевська гута, слобода Андрійковичі (сучасне Андрійковичі), слобода Вільшанка (сучасне Вільшанка), слобода Жаданівка (сучасне Жаданівка), слобода Лосівка (сучасне Лосівка), слобода Машевська, слобода Старе Гутище, інша назва Чумаківка (сучасне Стара Гутка), слобода Шевченкова Гута, інша назва Шевчиха, Смяч, Старий Жадов (сучасне Жадове), Стахорщина, Фаївка, Форостовичі, хутір Мовчана Василя, військового товариша (сучасне Мовчанів), хутір Узруй (сучасне Узруй), хутір Шведчина (сучасне Шведчина), Шептаки.
В «Генеральному описі Малоросії» 1765—1769 pp. за сотнею записано також наступні населені пункти: села — Ковпинка, Чудівці, Шевченкове; слободи — Єльня Руднівська, Кирилівка; хутори — Варва та Кропивний.